# Chambre de commerce et d'industrie d'Alès Cévennes
La chambre de commerce et d'industrie d'Alès Cévennes est l'une des deux CCI du département du Gard. Son siège est à Alès, rue Michelet.
Elle fait partie de la chambre régionale de commerce et d'industrie du Languedoc-Roussillon.
Elle est dissoute en 2016.

## Mission
Comme toute CCI, elle est un organisme chargé de représenter les intérêts des entreprises commerciales, industrielles et de service de l'arrondissement d'Alès et de leur apporter certains services. C'est un établissement public qui gère en outre des équipements au profit de ces entreprises.
Comme toutes les CCI, elle est placée sous la double tutelle du Ministère de l'Industrie et du Ministère des PME, du Commerce et de l'Artisanat.

### Service aux entreprises
- Centre de formalités des entreprises
- Assistance technique au commerce
- Assistance technique à l'industrie
- Assistance technique aux entreprises de service
- Point A (apprentissage)

### Gestion d'équipements
- Aérodrome d'Alès Cévennes ;
- Parc des expositions ;
- ZAC Atelier relais.

### Centres de formation
- Centre de formation d'apprentis (CFA) ;
- Centre de formation consulaire

## Historique
- 30 avril 1909 : Création de la chambre.
- 2016 : dissolution.

## Présidents
- 1909-1919 : Émile Antoine[1]
- 1920-1938 : Louis Champeyrache[2]
- 1939-1945 : Henry Teissonnière[1]
- 1945-1948 : André Alartissinque[Information douteuse] (« garagiste à Alès »)[1]
- 1948-1953 : Maurice Champeyrache[2]

[...]
- jusqu'en 1975 : Jean Richard-Ducros
- 1975-1998 : Max Romanet
- 1998-2005 : André Thérond
- 2005-2016 : Francis Cabanat

## Pour approfondir